# لمار موريس
لامار موريس (مواليد 1 ديسمبر 1999) مغني وكاتب أغاني وممثل وراقص بريطاني. اشتهر بالمشاركة في المسلسل البريطاني الساعة. وهو أيضًا عضو في مجموعة البوب العالمية ناو يونايتد، التي تمثل المملكة المتحدة.